# Бруслиновка
Бруслиновка (укр. Бруслинівка; до 1946 года — Яцковцы) — село на Украине, находится в Литинском районе Винницкой области.
Код КОАТУУ — 0522486002. Население по переписи 2001 года составляет 354 человека. Почтовый индекс — 22336. Телефонный код — 4347. Занимает площадь 0,105 км².
В селе действует храм Вознесения Господнего Литинского благочиния Винницкой епархии Украинской православной церкви.

## История
В 1946 году указом ПВС УССР село Яцковцы переименовано в Бруслиновку.

## Адрес местного совета
22336, Винницкая область, Литинский р-н, с. Пеньковка, ул. Октябрьская, 83